# Калугерски водопад
Калугерският водопад (на сръбски: Калуђерски скокови) е най-високият водопад в Сърбия, открит едва през 2012 г. в Стара планина. Висок е 232 метра, което е над два пъти повече от Копренския водопад, считан преди това за най-високият водопад в Сърбия и открит само година по-рано.

## Местоположение
Калугерският водопад се намира в Югоизточна Сърбия в района на село Топли До, североизточно от град Пирот, към който административно принадлежи. Разположен е югозападно от връх Миджур на Стара планина, в близост до границата с България.
Водопадът е трудно достъпен. До него е възможно да се стигне само рано напролет, докато районът е още заснежен, и с пълната екипировка за скално катерене. През лятото вече стръмните скали обрасват в гъста, буйна растителност. Поради топографския релеф, Калугерския водопад в пълен размер може да бъде наблюдаван само от въздуха.

## Характеристики
Водопадът се намира на река Калугерска, която се влива в река Ракитска, която от своя страна заедно с река Яворска образуват река Топлодолска. Висок е 232 метра, дълъг е 404 метра и е типичен каскаден водопад с над 20 каскади. Средно наклонът на каскадите е от 55 до 60 градуса, но в някои участъци са почти отвесни, до 90 градуса. Самият връх Миджур е висок 2169 метра, а водопадът започва на височина от 1554 метра и завършва на 1322 метра.

## История
Водопадите в Сърбия обикновено не са известни, най-вече защото се смяташе че не са особено високи. До края на 90-те години се предполагаше, че най-високите водопади в Сърбия са с височина от порядъка на 25 до 30 метра.
Районът на Стара планина винаги е бил слабо населен и недостъпен поради пресечения и горист терен, но и като място на сръбско-българската граница. След като армиите постепенно отстъпиха границите, на цивилните беше разрешено да изследват района. В резултат на това все по-високи и по-високи водопади бяха открити от сръбската страна на Стара планина, което промени изцяло географията на Сърбия. Първоначално през 1996 г. беше открит Чунгулския водопад с височина от 43 метра, по-късно през 2002 г. беше открит и Пилския водопад с височина от 64 метра, и накрая през 2011 и 2012 г. бяха открити съответно Копренския (103,5 метра) и Калугерския водопад (232 метра).
Калугерският водопад беше открит от Драгован Стоядинович, любител изследовател, открил едни от най-високите водопади в Сърбия. На 9 юни 2012 г. професори от Минно-геоложкия факултет на Белградския университет и Института за опазване на природата на Сърбия измериха водопада.